# Lluís Pagès Marigot
Lluís Pagès i Marigot es un  editor catalán muy vinculado a la ciudad de  Lérida. 

## Biografía
Lluís Pagès i Marigot nace en Gironella (Bergadá) el 13 de noviembre de 1942. Un año después su familia se traslada a Cervera (Segarra); en 1949 se instala en els Arcs (Pla d’Urgell), y, finalmente, en 1952, en el Poal (Pla d’Urgell). Estudia en el colegio La Salle de Mollerussa (Pla d’Urgell), hasta que ingresa en la Reial Escola d’Avicultura d’Arenys de Mar (Maresme). Tras realizar el servicio militar en África, se incorpora en la granja propiedad de la familia y trabaja como técnico en la Cooperativa Agropecuària de Guissona. Paralelamente, es impulsor de los cinefórums, conferencias y cursos de catalán en el Pla d’Urgell.
En el año 1970, cuando ya vive en Lleida (el Segrià), inicia su trabajo como linotipista e impresor en Virgili & Pagès. Posteriormente, crea la empresa Arts Gràfiques Bobalà, dedicada a trabajos de imprenta y a la fabricación de sellos de caucho. Más tarde, en 1989, funda Pagès Editors, centrada en la edición de libros en catalán y occitano-aranés. En 2009, esta editorial inicia la producción de libros digitales y en 2013 crea el sello ePages, para trabajar de manera específica en contenidos para libros electrónicos con una red de distribución internacional formada por las mejores plataformas de libros electrónicos. Al final de este mismo año, ya existen un centenar de archivos .pdf y .epub en el mercado. Así pues, el proyecto de Pagès editors, a lo largo de los años, se amplía con nuevos modelos de distribución, pero también lo hace con la puesta en marcha de nuevas líneas de producción editorial que abarcan la historia, la literatura, el ensayo, la poesía, la música y el teatro además de libros escolares y obras gráficas y de referencia. Edita, por ejemplo, en el año 2003 la Història de Lleida en nueve volúmenes y en 2011 sale publicada la de Tarragona en seis tomos. Son solo dos casos entre los más de 2300 libros, repartidos en un total de 75 colecciones y series dirigidas por una veintena de directores, que ha publicado durante casi veinticinco años de trabajo ininterrumpido.
Por otro lado, en 1996, Pagès pone en marcha la Editorial Milenio,para poder publicar en castellano y difundir sus libros tanto dentro del mercado español como en el de Latinoamérica y otros países. Su objetivo es, por un lado, dar a conocer en lengua castellana aquellos títulos de Pagès que han sido bien acogidos en catalán y, por el otro, sacar al mercado títulos nuevos publicados directamente en esta lengua. En algunos casos, la versión castellana (Milenio) de un libro ha sido publicada de manera simultánea con la aparición de la versión catalana (Pagès). Milenio ha sacado al mercado más de 600 títulos con una docena de colecciones de ficción y no-ficción. Son especialmente conocidas aquellas que abarcan obras de historia, educación, música, ensayo y narrativa. A partir de 2009, como sucede con Pagès editors, la Editorial Milenio se inicia en la edición de libros digitales con eMilenio (2013), una red de distribución internacional que a finales de este mismo año ya cuenta con un centenar de .pdf y .epub.
Más adelante, en 2010, funda la empresa distribuidora de libros Nus de Llibres. En total, una cuarentena de personas trabajan en las instalaciones de la empresa en Lleida y en la delegación de Barcelona.

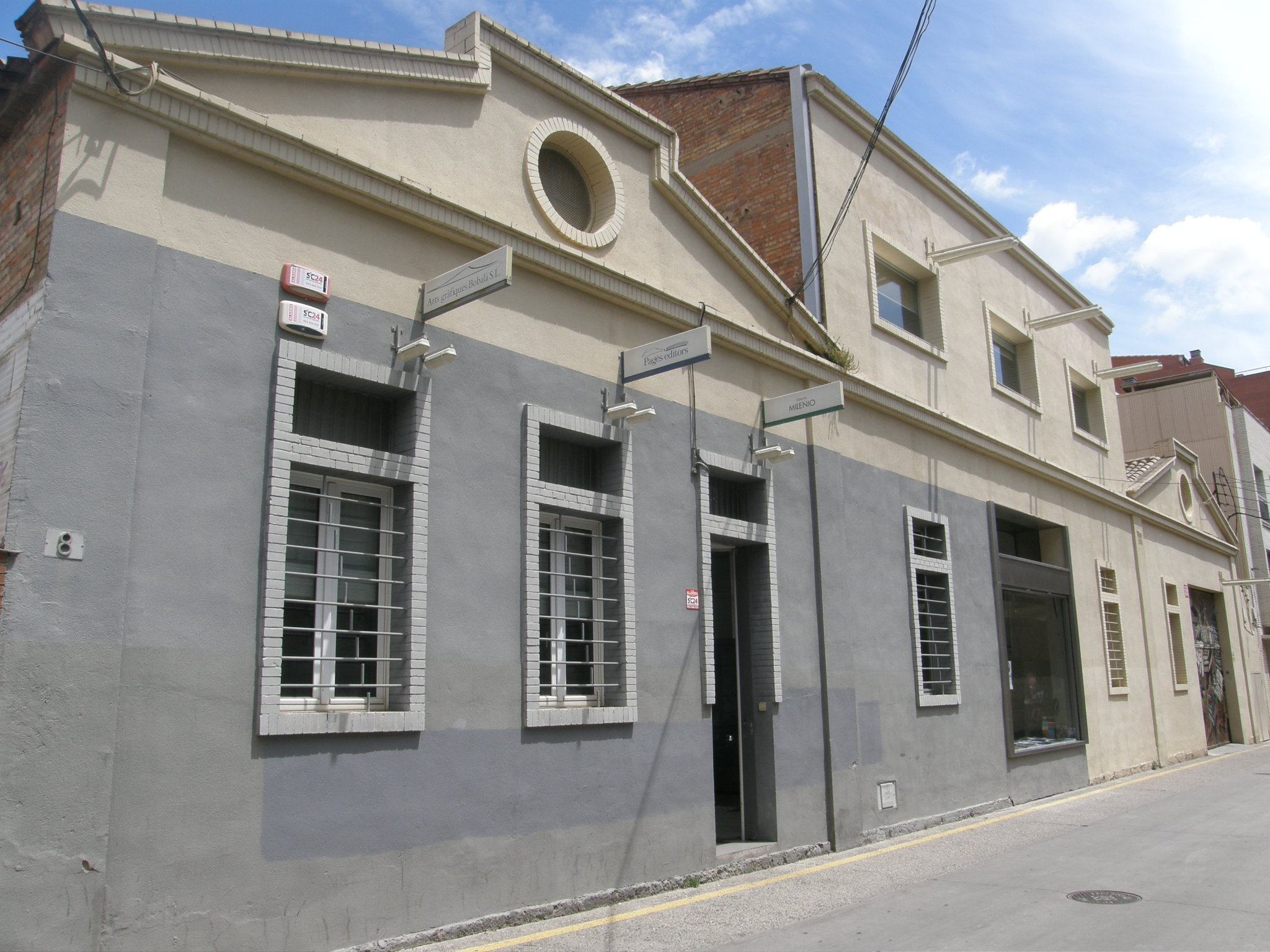
Oficina de Pagès Editors

## Una apuesta por la cultura catalana, leridana y aranesa
Su legado destaca especialmente por su vocación de dar apoyo a la cultura y a la identidad catalanas, lo que le ha llevado a ser un defensor de los libros relacionados con los Países Catalanes, y, de manera especial, de todos aquellos que han surgidos de iniciativas creativas de las comarcas de Lleida y el Alto Pirineo. Por ello, decenas de autores del territorio de Ponent han podido darse a conocer en muchos sectores y territorios, ya sea a través de su participación en premios literarios a los que Pagès da apoyo, o bien, a la publicación directa de sus originales. Lluís Pagés siempre ha sido consciente que, muchas veces, su editorial es la única con la capacidad y la vocación imprescindibles para editar unos libros, que si no fuera así, probablemente, no hubieran sido nunca publicados. El catálogo de Pagès rezuma un cierto “lleidatanismo” –en el sentido más amplio y nada discriminador− que queda completado perfectamente con el extenso fondo editorial dedicado a todo el territorio de la lengua catalana. De esta manera, Pagès ha construido la casa editora más grande e importante de las que hay establecidas fuera de Barcelona.
Además, hay que hacer mención al apoyo dado a la lengua aranesa. La incorporación del occitano-aranés en el catálogo de Pagès editors se produce en el 1992, solo tres años después de la creación de la editorial, ya que representa una apuesta, decidida y personal por parte de Lluís Pagès, de fomentar la lengua del Aran, actitud que ha supuesto un impulso para la normalización de esta lengua. Diversas entidades, entre ellas el Conselh Generau d’Aran, han manifestado públicamente a Lluís Pagès su agradecimiento por el claro y decidido apoyo que han recibido.

## Lluís Pagès en el mundo editorial

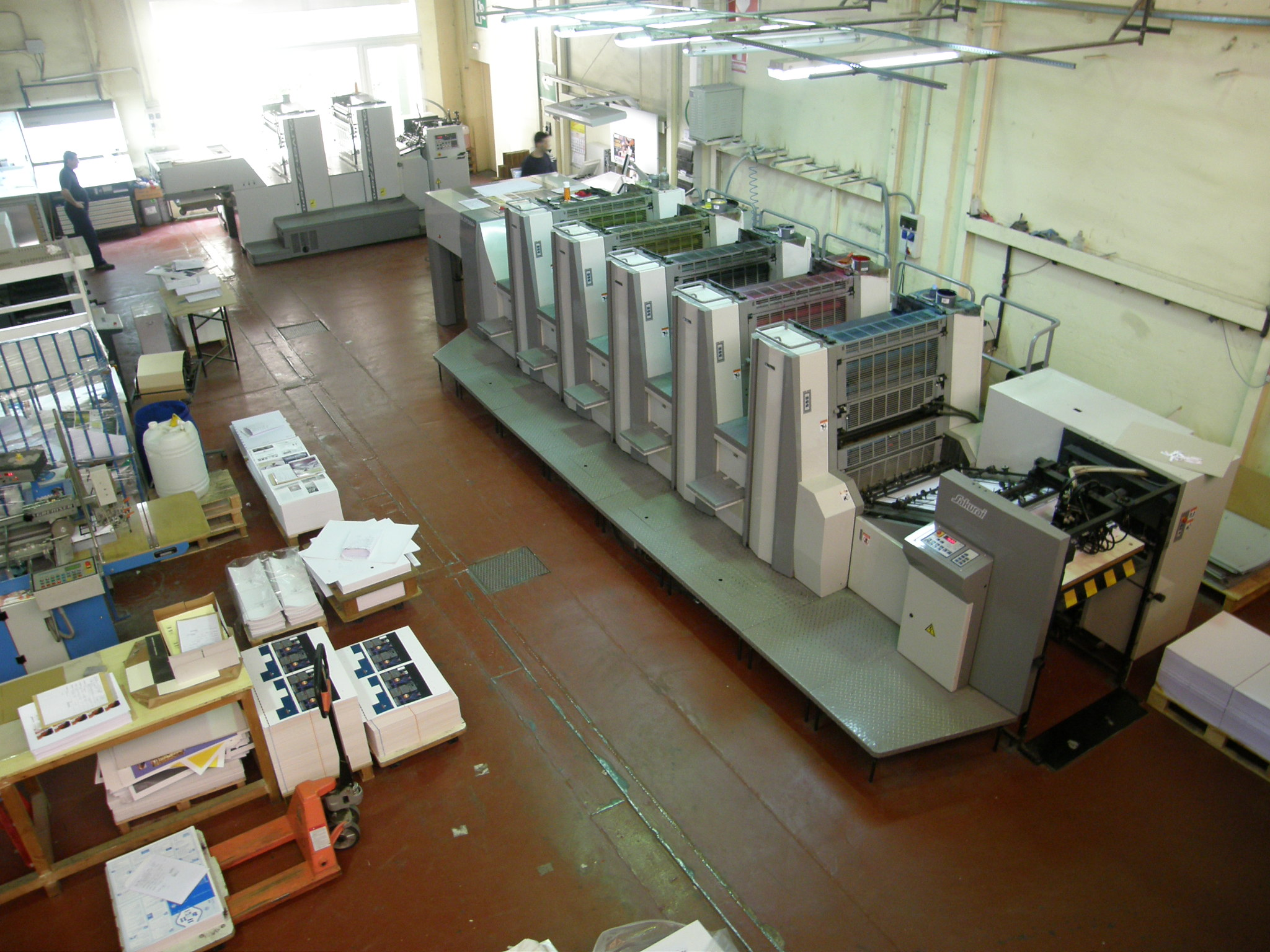
Imprenta de Pagès Editors, Editorial Milenio, Arts Gràfiques Bobalà y Nus de Llibres en Lérida.

Miembro desde el año 1995 de la junta directiva de la Associació d’Editors en Llengua Catalana, la entidad que agrupa el centenar de editores que publican en lengua catalana, ha participado de manera activa en varios congresos y encuentros profesionales como el Congreso Mundial de Editores celebrado en Barcelona en el 1996 y los congresos de la Unión Mundial de editores en Buenos Aires y Berlín. Ha visitado las Ferias del Libro de Bolonia (Italia), Londres (Gran Bretaña), Casablanca (Marruecos) y Tesalónica (Grecia), además de otras misiones editoriales en Nueva York (Estados Unidos) y Montreal (Quebec, Canadá), donde impulsó iniciativas de intercambio y de representación editorial entre el libro en catalán y los editores de otros países. También intervino en una ponencia en el Congreso de los Diputados, en Madrid, en defensa de la lengua catalana y de la edición en esta lengua. Es el editor del libro –en catalán, castellano e inglés− impulsado por la Comisión en Defensa y Retorno de los Papeles de Salamanca.
Pagès es también uno de los fundadores del proyecto Ramsés II que agrupa editores europeos, africanos y asiáticos de los países mediterráneos con el objetivo de publicar obras de ciencias sociales y humanas sobre la realidad de las orillas de este mar. En varias reuniones en Tesalónica (Grecia) y en Casablanca (Marruecos), impulsó, junto con editores de Turquía, Grecia, Italia, Francia, Alemania, Gran Bretaña, España, Portugal, Marruecos, Argelia, Túnez y Egipto, entre otros, la edición de una colección de volúmenes fruto de los trabajos de investigación de una treintena de universidades, financiados por la Unión Europea.
Además, durante casi veinticinco años, Pagès ha establecido convenios y acuerdos de publicaciones con fundaciones, grupos de estudio, empresas, ayuntamientos, consejos comarcales, diputaciones, así como la Generalidad de Cataluña y el Ministerio de Cultura. Los títulos que ha editado han tenido una consideración mediática y de alta calidad; una docena de obras de su catálogo han sido traducidas al castellano, francés, italiano, portugués, alemán, japonés o ruso. 
Como reconocimiento a esta intensa actividad, el 1 de enero de 2006 fue nombrado, por un período de cuatro años, presidente de la Associació d’Editors en Llengua Catalana. Desde este cargo, fue el impulsor de iniciativas y campañas para incentivar la lectura en catalán y también para mejorar el posicionamiento del libro en catalán en las librerías y luchó también por ampliar la celebración de la Setmana del Llibre en català en las poblaciones de comarcas. Como ejemplo de la representación del gremio de editores en lengua catalana se encuentra su participación en la Feria del libro de Frankfurt[ 2007, donde la Cultura Catalana fue la invitada de honor. En este sentido, realizó un trabajo intenso al lado de los otros operadores del mundo del libro y de la Generalitat con el fin de establecer aspectos organizativos y perfilar la programación catalana del evento, así como su presencia en diferentes actos antes y durante la celebración en Frankfurt. Su papel fue importante y muy bien valorado por los distintos sectores de la cultura. En este sentido, apoyó a la promoción del libro en catalán a escala internacional mediante ferias, campañas, coloquios y visitas personales.

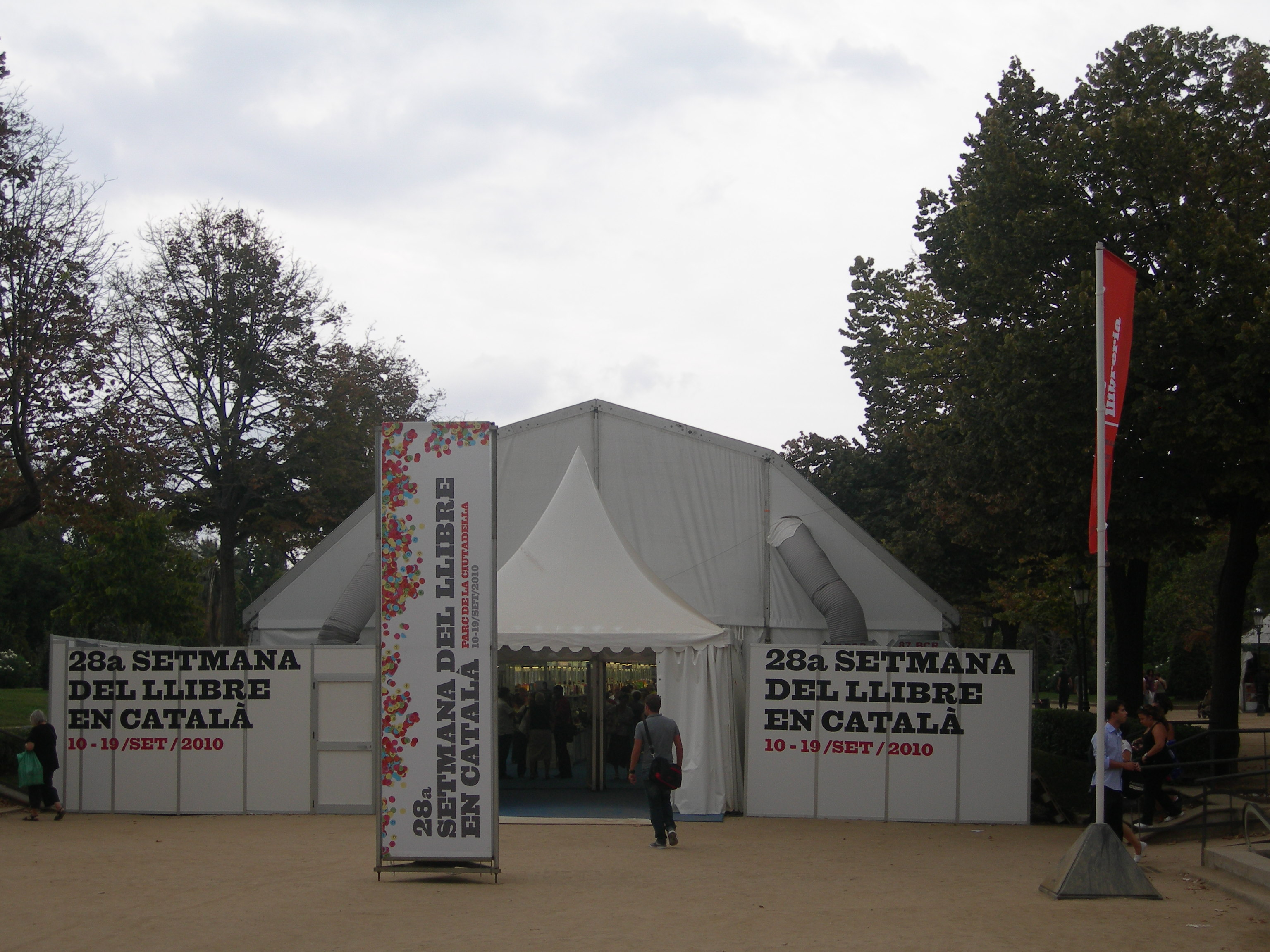
Fotografía de la Setmana del Llibre en Català.

Finalmente, cabe añadir que es visitante regular de la Feria del libro de Guadalajara y ha desarrollado una sólida implantación comercial del libro en los países de América Latina. De este modo, la presencia constante de Méjico le ha abierto la puerta a la colaboración con los historiadores de este país y al estudio del exilio catalán. Fue invitado a los actos que se celebraron en 2004 en Guadalajara con motivo de la presencia de Catalunya, en la feria del libro (FIL). Otra muestra de esta complicidad es la donación de miles de libros de Pagès editors y Editorial Milenio a la Biblioteca Pública Juan José Arreola del estado de Jalisco (Guadalajara), que contiene un fondo especial de volúmenes publicados en lengua catalana. Pagès mantiene el compromiso de hacer llegar a la biblioteca todos los ejemplares que su casa editora publique con el fin que la totalidad de estos libros catalanes puedan estar a disposición de los estudiosos de América.

## Premios
En 2008 fue galardonado por el Ayuntamiento de Lleida con la Medalla de la Paeria al Mèrit Cultural. En otoño de 2011 recibió el XXIX Premi d’Actuació Cívica de la Fundació Lluís Carulla (Barcelona), además de otros premios y reconocimientos. Es un gran impulsor y defensor de un concepto descentralizado de la cultura, y está vinculado también a otros sectores de la vida cívica y cultural de nuestro país, con los que colabora activamente; por ello, y mucho más, en 2014, recibió la insigne Creu de Sant Jordi. En 2023 recibió la medalla al trabajo President Macià 2022, otorgada por el Govern de la Generalitat a personas y entidades que se hayan distinguido, por su esfuerzo y ejemplo, a consolidar la actividad económica de Cataluña. 